# Velika preizkušnja
Velika preizkušnja je drama Igorja Torkarja. Prvi zabeležen datum njene uprizoritve je 9. maj 1946 v SNG Drami v Ljubljani. V pisni obliki je izšla leto kasneje.

## Osebe
- Milan, akademik, meščan
- Frenk, bivši študent in mornar
- Vid, zgleden revolucionar
- Robnik, zaveden in borben jetnik
- Linca, ječar
- Dizma, škofov tajnik, Vidov brat
- Weber, aktivni major, komandant jetnišnice
- Lambert, njegov tajnik
- Svečar, akademik, bivši klerikalec
- Milanova mati
- straža
- vojaki
- jetniki

## Vsebina

### 1. dejanje
Milana in Frenka bodo danes še zadnjič zaslišali pred razglasitvijo razsodbe; do slej sta svojo zvezo s partizani še tajila. A major Weber jima pripravlja neprijetno presenečenje: soočenje s Svečarjem, tretjim iz trojke. Ječar Linca, ki zdaj, ko jemlje Nemce hudič, jetnikom korajžno pomaga, to pove Milanu in Frenku. Milan se začne bati - po pravici, kajti Svečarja so zlomili, pri soočenju potrdi, da sta Milan in Frenk partizana. Oba sta obsojena na smrt.
Medtem so zaprli Vida, ki se izdaja za tihotapca. Milan in Frenki, ki ju je Linca opozoril, se delata, da ga ne poznata, Weber pa sumi, da je Vid pomembna oseba v odporniškem gibanju, zato obema ponudi življenje, če izdata, kdo je.

### 2. dejanje
Vid se s pomočjo Lince sestane z Robnikom. Vse je pripravljeno za oborožen upor v jetnišnici, le Frenku in Milanu nič ne povedo, da se v napetosti pred ustrelitvijo ne bi kako izdala.
Weber sklepa sporazum z Dizmo, škofovim tajnikom: dal bo težko orožje, dobiti pa hoče imena partizanskih vodij. Dizma izpolni svoj del pogodbe, denuncira Vida kot pomembno osebo v sovražnih vrstah.
Milanu medtem popuščajo živci, njegovo stanje se še poslabša, ko ga poslednjič obišče mati. Tudi njo slovo od sina skoraj stre.

### 3. dejanje:
Dizma kot duhovnik obišče Vida. Ta mu razkrije, da je njegov brat Ivan Dizma, za katerega je duhovnik mislil, da je padel v španski državljanski vojni. Prestrašen spozna, da je izdal lastnega brata, obljubi mu rešitev, če se odpove politiki. Vid mu pokaže vrata.
Tudi Frenku nagajajo živci, toda to opravi sam s seboj in se hrabro premaguje. Weber pritiska na oba, da bi Vida izdala, potrebuje druge priče, da bi zaščitil zaveznika Dizmo. Milan popusti, zaprejo ga k Vidu v celico, Frenka pa odpeljejo na morišče. Ko so nacisti zbrani na dvorišču, se začne upor, jetniki streljajo z oken, Frenk skoči majorju za vrat in ga razoroži. Upor uspe, majorja in Dizmo zaprejo. Osvobojeni jetniki odidejo na prostost. Ostane zlomljeni Milan, ki velike preizkušnje ni prestal.